# Physocyclus
Physocyclus là một chi nhện trong họ Pholcidae.

## Các loài
Các loài trong chi này gồm:
- Physocyclus bicornis Gertsch, 1971
- Physocyclus californicus Chamberlin & Gertsch, 1929
- Physocyclus cornutus Banks, 1898
- Physocyclus dugesi Simon, 1893
- Physocyclus enaulus Crosby, 1926
- Physocyclus globosus (Taczanowski, 1874)
- Physocyclus guanacaste Huber, 1998
- Physocyclus hoogstraali Gertsch & Davis, 1942
- Physocyclus lautus Gertsch, 1971
- Physocyclus merus Gertsch, 1971
- Physocyclus mexicanus Banks, 1898
- Physocyclus modestus Gertsch, 1971
- Physocyclus mysticus Chamberlin, 1924
- Physocyclus pedregosus Gertsch, 1971
- Physocyclus reddelli Gertsch, 1971
- Physocyclus rotundus O. P.-Cambridge, 1898
- Physocyclus tanneri Chamberlin, 1921
- Physocyclus validus Gertsch, 1971
- Physocyclus viridis Mello-Leitão, 1940